# Viator
Viator ist eine spanische Gemeinde (municipio) in der Provinz Almería.
Sie ist Stationierungsort der Legión Española.